# Sport Lubango e Benfica
Sport Lubango e Benfica, meist nur Benfica do Lubango genannt, ist ein angolanischer Fußballverein aus Lubango.
Der Klub empfängt seine Gäste je nach Sachlage im 21.000 Zuschauer fassenden Estádio Nossa Senhora do Monte oder im Campo 11 de Novembro mit seiner Kapazität von 4.000 Zuschauern.

## Geschichte
Der Verein wurde am 27. Februar 1932 gegründet, von portugiesischen Siedlern in der damaligen portugiesischen Kolonie Angola. Benfica do Lubango ist der Filialverein Nr. 37 des portugiesischen Traditionsklubs Benfica Lissabon.
Im Verlauf der antikolonialen Bemühungen im Land, nach der Unabhängigkeit Angolas von Portugal 1975, wurde der Klub in Clube Desportivo da Chela umbenannt. Nach der Saison 1989 kehrte der Verein zu seiner ursprünglichen Bezeichnung zurück.
Benfica do Lubango konnte bisher keine Landestitel gewinnen. Er ist regelmäßiger Teilnehmer der obersten angolanischen Spielklasse, der Profiliga Girabola, unterbrochen durch gelegentliche Abstiege und folgende Wiederaufstiege aus der zweiten Liga, dem Gira Angola. So erreichte der Klub 2006 als Aufsteiger den vierten Platz im Girabola, und beendete die Saison 2008 auf dem 14. und damals letzten Platz, was einen erneuten Abstieg bedeutete. Nach einem Aufstieg 2009 und folgendem Abstieg 2010 erreichte der Klub 2013 erneut die oberste Spielklasse Angolas. Die nächste Spielzeit beendete er jedoch auf dem 15. und damit vorletzten Platz, so dass er wieder in die zweite Liga abstieg.